# Pedicularis siphonantha
Pedicularis siphonantha là loài thực vật có hoa thuộc họ Cỏ chổi. Loài này được D. Don mô tả khoa học đầu tiên năm 1825.